# Lönnåsens naturreservat
Lönnåsens naturreservat är ett naturreservat i Nordanstigs kommun i Gävleborgs län.
Området är naturskyddat sedan 2024 och är 115 hektar stort. Reservatet ligger väster om Bergsjö, Bergsjö och omfattar berget med detta namn bevuxen med äldre granskog och barrblandskog.